# Voksenlia
Voksenlia - naziemna stacja metra w Oslo, położona na trasie linii Holmenkollen (linia 1), w dzielnicy Vestre Aker. Stację otwarto w dniu 16 maja 1916 gdy ówczesną linię tramwajową przedłużono do Frognerseteren. Pierwotnie ta stacja nosiła nazwę Lia.